# حسگر مجاورتی
یک حسگر مجاورتی (Proximity Sensor)  نوعی از حسگر هاست که قادر به تشخیص وجود اجسام نزدیک بدون هیچ گونه تماس فیزیکی است. یک حسگر مجاورتی اغلب یک میدان الکترومغناطیسی یا الکترواستاتیکی یا پرتویی از تشعشعات الکترومغناطیسی (به عنوان مثال، پرتو مادون قرمز) را از خود منتشر می‌کند و به دنبال تغییرات در محیط یا سیگنال‌های برگشتی می ماند.

شی در حال حس شدن اغلب به عنوان هدف حسگر (Sensor Target) شناخته می‌شود. هدف‌های مختلف نیاز به حسگرهای مختلفی دارند. به عنوان مثال برای یک هدف پلاستیکی یک حسگر خازنی یا فوتوالکتریک می‌تواند مناسب باشد. برای اهداف فلزی از حسگرهای القایی استفاده می‌شود.

بیشترین فاصله‌ای را که حسگر می‌تواند تشخیص دهد دامنه نامی(Nominal Range) می نامند.

بعضی از حسگرها دارای ویژگی تنظیم دامنه نامی یا وسیله‌ای هستند که بتواند فاصله تشخیص درجه بندی شده‌ای را گزارش دهند. حسگرهای مجاورتی می‌توانند قابلیت اطمینان بالا و طول عمر کارکرد زیادی داشته باشند این امر به دلیل عدم وجود قسمت‌های مکانیکی و تماس فیزیکی بین حسگر و شی حس شده می‌باشد.

سنسورهای مجاورتی همچنین در مانیتور کردن لرزش ماشین جهت اندازه‌گیری لرزش در فاصله بین میل لنگ و یاتاقان‌ها مورد استفاده قرار می‌گیرند. این امر در توربین‌های بخار بزرگ، کمپرسورها، و موتورهایی که از یاتاقان‌های نوع آستینِی (sleeve-type bearings) بسیار متداول است.

IEC 60947-5-2 جزئیات فنی حسگرهای مجاورتی را بیان کرده‌است.

حسگرهایی که برای کار در یک فاصله بسیار کم ساخته می‌شوند اغلب به عنوان کلیدهای لمسی استفاده می‌شوند.

حسگرهای مجاورتی دارای دو بخش هستند و زمانی که دو قسمت از هم دور می‌شوند سیگنالی فعال می‌شود.

یک حسگر مجاورتی می‌تواند در سیستم‌های امنیتی نیز مورد استفاده قرار گیرد، مثلاً زمانی که یک پنجره باز می‌شود سیستم اخطار آن فعال شود.

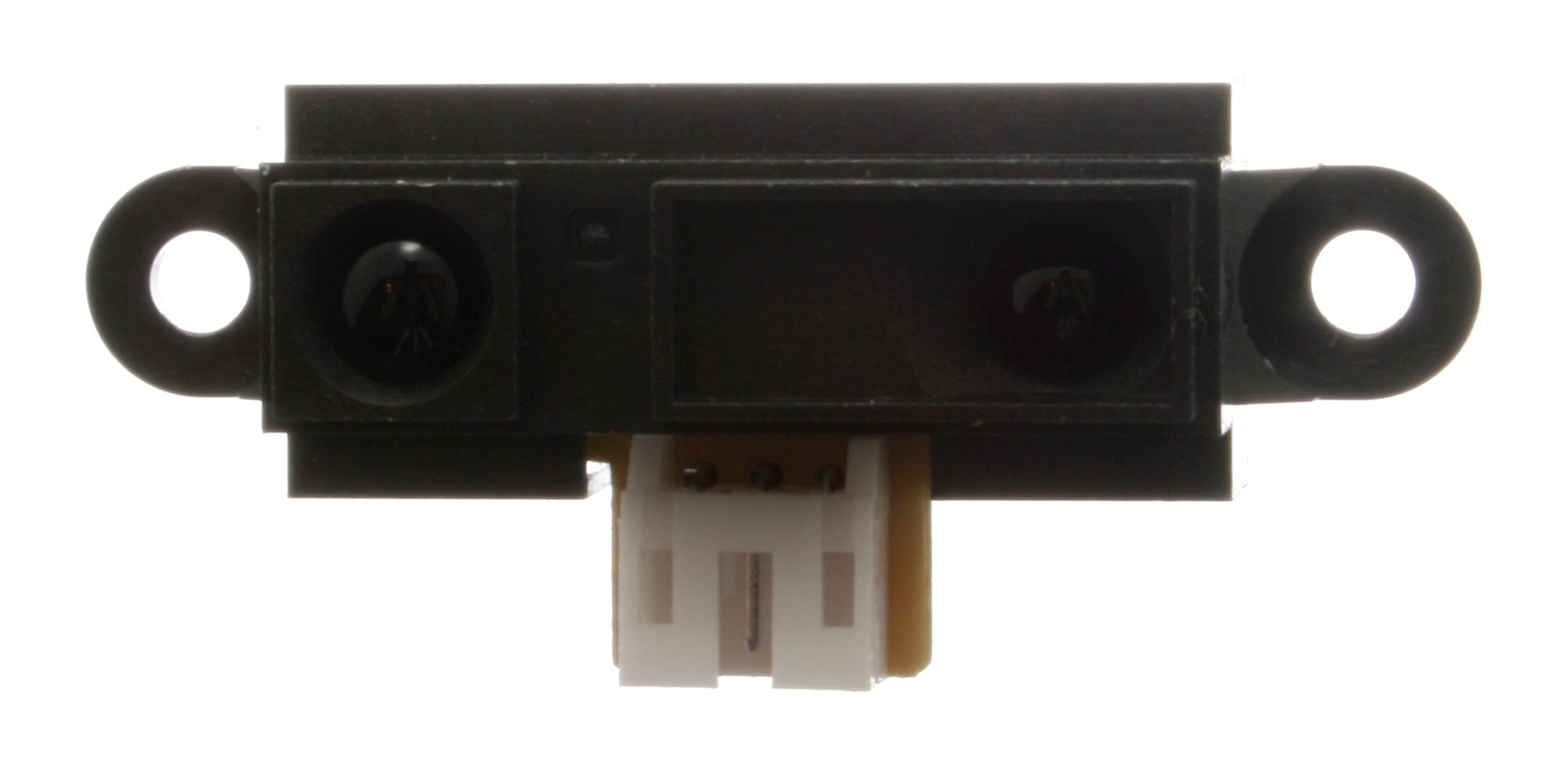
حسگر مجاورتی مادون قرمز #WPWP

## انواع حسگرهای مجاورتی

### حسگرهای مجاورتی القایی
(به انگلیسی: Inductive Proximity Sensors) این حسگرها دارای یک نوسان ساز هستند که یک میدان الکترومغناطیسی با فرکانس بالا تولید می‌کنند، این میدان توسط یک سیم پیچ که در نزدیکی سطح خارجی حسگر قرار داده می‌شود، تولید می گردد. هنگامی که شی وارد میدان الکترومغناطیسی می‌شود، جریان‌های ادی درون شی افزایش پیدا می‌کند، این جریان‌ها نوعی میدان الکترومغناطیسی تولید می‌کنند که در جهت خلاف میدان خود حسگر هستند، لذا دامنه سیگنال نوسان ساز کاهش می یابد. مدار تریگر این کاهش دامنه را تشخیص داده و سیگنال خروجی حسگر تغییر می‌کند.

### حسگرهای مجاورتی خازنی
(به انگلیسی: Capacitive Proximity Sensors) حسگرهای مجاورتی خازنی بسیار شبیه به حسگرهای نوع القایی هستند با این تفاوت که به جای ایجاد میدان الکترومغناطیسی میدان الکترواستاتیکی تولید می‌کنند. این نوع حسگرها علاوه بر اجسام فلزی قادر به حس اجسام غیر فلزی مانند کاغذ، شیشه، مایعات و پارچه نیز هستند. هنگامی که شی مورد نظر نزدیک سطح حساس حسگر می‌شود درون میدان الکترواستاتیکی ناشی از دو الکترود حسگر وارد می‌شود و ظرفیت خازن را تغییر می‌دهد. سپس نوسانساز شروع به نوسان می‌کند، مدار تریگر دامنهٔ سیگنال نوسان ساز را می خواند و زمانی که به یک مقدار معینی می رسد خروجی حسگر تغییر می‌کند و با دور شدن شی مقدار دامنه کاهش یافته و خروجی به حالت اول بر می گردد.

یک کاربرد حسگرهای مجاورتی خازنی این است که می‌توان از آن در تشخیص سطح آب در بشکه‌ها استفاده کرد، به این ترتیب که چون مقدار ثابت دی الکتریک آب بیشتر از پلاستیک است لذا حسگر می‌تواند از درون پلاستیک آب را تشخیص دهد.

### حسگرهای مجاورتی مافوق صوت
(به انگلیسی: Ultrasound Proximity Sensors) حسگرهای مجاورتی مافوق صوت از یک مبدل برای فرستادن و دریافت سیگنال‌های صوتی با فرکانس بالا استفاده می‌کنند. زمانی که شی وارد محیط می‌شود سیگنال صدا به خود حسگر برگشت داده می‌شود و خروجی سیستم متناسب با آن تغییر می‌کند. معمولاً یک صفحه پیزوالکتریکی درون حسگر قرار داده می‌شود که می‌تواند پالس‌های فرکانس بالا را بفرستد و دریافت کند. یک ولتاژ فرکانس بالا به دیسک اعمال می‌شود، که دیسک را وادار به نوسان با همان فرکانس می‌کند، لذا دیسک موج‌های صوتی فرکانس بالا تولید می‌کند. زمانی که پالس‌های فرستاده شده به یک شی برخورد کند بازتاب‌هایی از شی به حسگر می رسد. طول پالس‌های برگشتی توسط مبدل محاسبه می‌شود، و زمانی که به مقدار از پیش تعیین شده برسد خروجی حسگر تغییر می‌کند.

### حسگرهای مجاورتی نوری
حسگر های نوری نوعی دیگر از حسگر مجاورتی می باشند که بر اساس ارسال ودریافت نور مدوله شده کار می کنند. نور مدوله شده پالس هایی با فرکانسی مابین ۳۰-۵ کیلو هرتز می باشد، استفاده از نور مدوله شده سبب بالا رفتن رنج تشخیص حسگر و پایین آمدن اثر نور محیط بر عمکرد آن می شود، این نورمی تواند در طیف نور مرئی سبز تا نور نا مرئی مادون قرمز باشد .
البته بیشتر در ساخت حسگرهای نوری از نور مادون قرمز با طول موج mm ۸۸۰ استفاده می شود، علت این امر تداخل کم نور مادون قرمز با نور محیط و بالا رفتن فاصله سویچینگ حسگر می باشد. بر روی حسگرهای نوری یک پتانسیومتر به منظور تنظیم حساسیت سنسور نصب می شود.

## برخی از کاربردها
- در بعضی از اتومبیل‌ها برای تشخیص فاصله اتومبیل با اشیاء هنگام پارک کردن از حسگرهای مجاورتی استفاده می‌کنند.
- سیستم گرما زمین برای تشخیص مجاورت به زمین در سیستم‌های امنیتی هوانوردی.
- اندازه‌گیری موقعیت و لرزش میل لنگ‌های چرخشی در ماشین ها.
- تشخیص پارگی صفحات در سیستم‌هایی که دارای صفحه هستند.
- توپخانه‌های ضد موشک
- تلفن‌های همراه
- ترن‌های هوایی

## پیوندهای مفید
- Acroname Robotics
- Proximity Probes for industrial machinery vibration monitoring